# منتخب فيجي لكأس فيد
منتخب فيجي لكأس فيد (بالإنجليزية: Fiji Fed Cup team) هو ممثل فيجي الرسمي في كرة المضرب في كأس فيد
.